# Byte

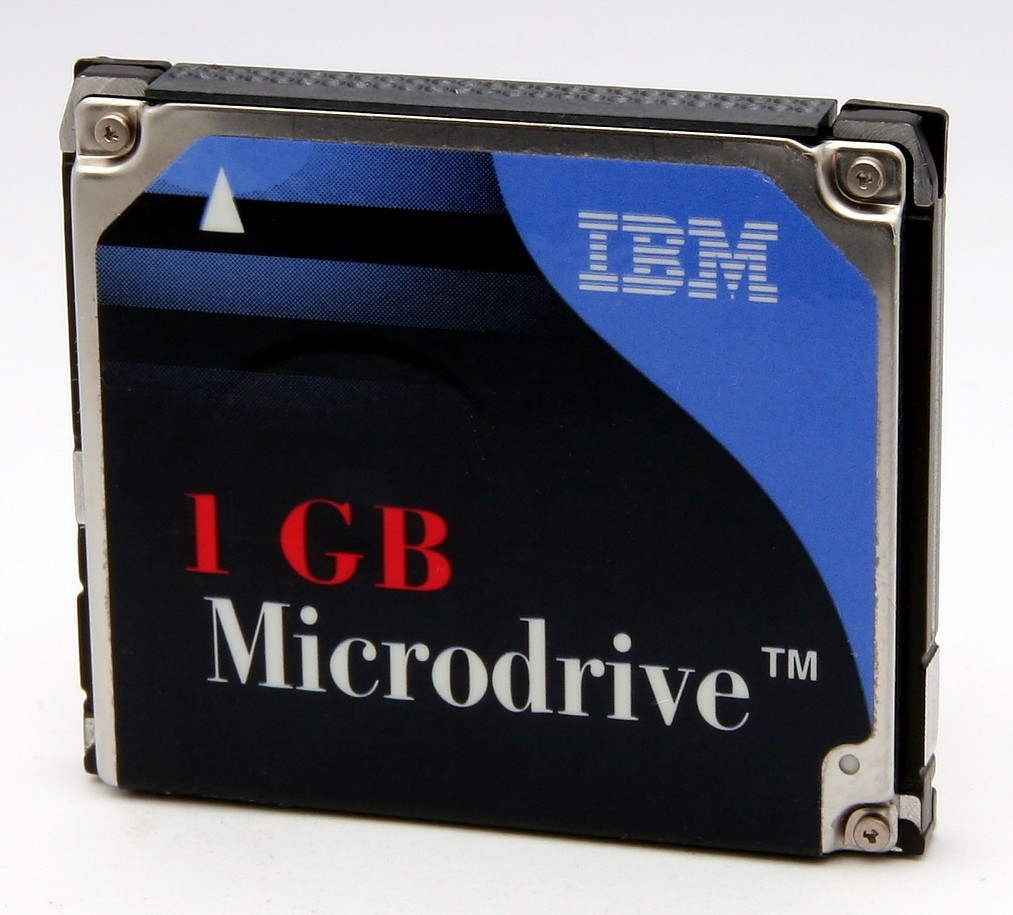
Disco rígido IBM Microdrive de 1 Gigabyte de espaço

Um byte, é um dos tipos de dados integrais em computação. É usado com frequência para especificar o tamanho ou quantidade da memória ou da capacidade de armazenamento de um certo dispositivo, independentemente do tipo de dados. Cada uma dessas unidades de informação que implicam uma escolha é chamada de dígito binário, ou, no original inglês, binary digit, ou simplesmente bit, a menor unidade geradora de informações e escolhas em um sistema.
A codificação comum de byte é de 8 bits, embora possa ter outras quantidades, como 7.  O byte de 8 bits é mais corretamente chamado de octeto no contexto de redes de computadores e telecomunicações. A uma metade de um byte (4 bits) dá-se o nome de nibble ou semioctecto. Há também notações utilizadas para programações de microprocessadores e microcontroladores como: Word (2 bytes, ou 16 bits), Doubleword (4 bytes, ou 32 bits) e Quadword (8 bytes, ou 64 bits).
Note que um byte nada tem de especial, é apenas um número binário de oito algarismos. Sua adoção na informática deriva do motivo histórico do código ASCII haver adotado números de oito bits, além de razões meramente construtivas ou operacionais. Por exemplo: os códigos enviados a impressoras para controlar a impressão têm oito bits, os valores trocados pelos modems entre computadores também, assim como diversas outras operações elementares de intercâmbio de informações. Além disso, memórias costumam ser organizadas de tal forma que as operações de leitura e escrita são feitas com quantidades de um byte ou de um múltiplo de bits (oito, dezesseis, trinta e dois, sessenta e quatro ou cento e vinte e oito bits – o que corresponde a um, dois, quatro, oito e dezesseis bytes, respectivamente).
Segundo norma da IEC, lançada em 2000, foi definida uma nova nomenclatura para dados de base dois em substituição à nomenclatura usada erroneamente de base dez reparando a confusão causada entre proporção 1:1000 ou 1:1024, veja mais em prefixos binários.

## História
No início da computação chegou-se a utilizar 1 byte = 6 bits no código BCD pois com seis bits (64 caracteres) era possível representar todo o alfabeto alfanumérico A-Z, 0-9 além de alguns caracteres especiais. Em terminais e impressoras teletipo (TTY), conectados através de interfaces seriais com o computador central, também usou-se uma variante na comunicação de dados onde 1 byte = 7 bits e ainda hoje é possível configurar uma interface RS232 para operar em 7 bits de dados. A transcodificação BASE64 usada até hoje em documentos MIME na Internet reflete a dificuldade passada de comunicação de dados em 8 bits entre diferentes computadores. A primeira codificação de 1 byte = 8 bits deve-se à IBM com a criação do código EBCDIC em 1960. A partir do sucesso dos computadores IBM, padronizou-se que 1 byte = 8 bits, surgindo também o código ASCII de 8 bits em 1961. A representação dos caracteres nos computadores atuais ganharam uma nova dimensão: os padrões EBCDIC (já em desuso há um bom tempo) e ASCII estão sendo substituídos pelos códigos UNICODE UTF, UTF-16 e UTF-32 que podem demandar 1 byte, 2 bytes e até 4 bytes para representar uma letra do alfabeto a fim de acomodar as escritas em línguas mundiais.

## Quantidades
Neste artigo exprimem-se as quantidades em prefixo binário (e não no sistema internacional de unidades), que é uma forma de quantificação utilizada em informática onde se torna mais útil utilizar potências de dois do que potências de dez.

### Byte (B)
- 1 Byte = 8 bits

### Kibibyte(KiB)
- 1 Kibibyte = 1024 (210) Bytes
- 1 024 Byte = 8 192 Bits

### Mebibyte(MiB)
- 1 024 KiB
- 1 048 576 (220) Bytes
- 8 388 608 Bits

### Gibibyte(GiB)
- 1 024 MiB
- 1 048 576 KiB
- 1 073 741 824 (230) Bytes
- 8 589 934 592 Bits

### Tebibyte(TiB)
- 1 024 GiB
- 1 048 576 MiB
- 1 073 741 824 KiB
- 1 099 511 627 777 (240) Bytes
- 8 796 093 022 208 Bits

### Pebibyte(PiB)
- 1 024 TiB
- 1 048 576 GiB
- 1 073 741 824 MiB
- 1 099 511 627 776 KiB
- 1 125 899 906 842 624 (250) Bytes
- 9 007 199 254 740 992 Bits

### Exbibyte(EiB)
- 1 024l PiB
- 1 048 576 TiB
- 1 073 741 824 GiB
- 1 099 511 627 776 MiB
- 1 125 899 906 842 624 KiB
- 1 152 921 504 606 846 976 (260) Bytes
- 9 223 372 036 854 775 808 Bits

### Zebibyte(ZiB)
- 1 024 EiB
- 1 048 576 PiB
- 1 073 741 824 TiB
- 1 099 511 627 776 GiB
- 1 125 899 906 842 624 MiB
- 1 152 921 504 606 846 976 KiB
- 1 180 591 620 717 411 303 424 (270) Bytes
- 9 444 732 965 739 290 427 392 Bits

### Yobibyte(YiB)
- 1 024 ZiB
- 1 048 576 EiB
- 1 073 741 824 PiB
- 1 099 511 627 776 TiB
- 1 125 899 906 842 624 GiB
- 1 152 921 504 606 846 976 MiB
- 1 180 591 620 717 411 303 424 KiB
- 1 208 925 819 614 629 174 706 176 (280) Bytes

### Bits nas mídias digitais
De acordo com Martino (2014), cada letra de uma palavra é uma unidade mínima de informação, assim como o byte é formado por números binários que combinados geram elementos novos e como consequência, comunicação entre sistemas.
Para exemplificar, tomamos o detector de fumaça, um equipamento de simples instalação, mas de grande importância. Ele funciona detectando a presença de fumaça em certo ambiente, que pode ser originada de um início de incêndio. Após o contato do aparelho com a fumaça, aciona-se um sistema de alarme, que indica para as pessoas sobre o incidente, permitindo evitar maiores danos à vida e ao patrimônio.
Portanto, só existem duas formas de o detector de incêndio funcionar: quando há fumaça e quando não há fumaça, ou seja, sim ou não. Desse modo, ocorre também com o sistema binário, no qual dois números, combinados de várias formas, geram novas informações.